# アラン・エヴァンズ
デイヴィッド"アラン"エヴァンス（英: David "Alan" Evans、1949年6月14日 - 1999年4月11日）は、1970年代から1980年代にかけ活躍したイギリス、ウェールズのプロダーツプレイヤーである。
ダーツのテレビ放送初期における代表的な人物の一人であり、1970年代にはトーナメントで優勝したもある。ダーツ人気が広まった1980年代にエヴァンスのダーツは色褪せ、より名声と成功を収めたエリック・ブリストウやジョン・ロウ、ジョッキー・ウィルソンと同じように注目の的となることはなかった。

## ダーツキャリア
エヴァンスはイギリスで放送された最初の試合である1972年のニュース・オブ・ザ・ワールドチャンピオンシップの決勝戦に残り、テレビ放映されたダーツの試合に登場した一人である。彼は1975年の全英オープンで優勝した。これは、BBCにおいて初めて放映されたダーツの試合である。1973年と1974年は、Yorkshire Televisionのインドア・リーグにおけるダーツの決勝戦まで残った。
1975年に、彼はウィンマウ・ワールドマスターズで優勝した。これは、ニュース・オブ・ザ・ワールドチャンピオンシップと並ぶもので、1978年に世界選手権が始まる前、ダーツにおいて最も権威のあるタイトルだった。1977年、ダーツ・ワールドカップが始まったとき、ウェールズチーム（アラン・エヴァンス、レイトン・リース、デイヴィッド"ロッキー"ジョーンズ）は、チーム優勝と総合優勝を獲得した。
エヴァンスは、初開催のエンバシー・ワールドチャンピオンシップにおける参加者だった。彼は、アラン・グレイザーを打ち負かしたが、結果としてこの試合のチャンピオンとなるレイトン・リースに準々決勝で敗れた。1979年の世界選手権において、レイトン・リースは再びエヴァンスに勝利した。今回は準決勝のことだった。
エヴァンスは世界選手権に5回以上出場し、その5回はどれも伝説的なプレイヤーに負けた（1986年と1987年の2回はエリック・ブリストウ、1982年と1988年はジョッキー・ウィルソン、1983年はジョン・ロウ）。1987年の準決勝を除いて、これらの出場は早い段階のラウンドのことである。とあるスコットランドのツアー中、彼は8回、残り150のとき3本のBullseyeでフィニッシュしたと伝えられている。

## 主な成績

### BDO世界選手権
- 8勝7敗 出場7回
- 優勝: 無し
- 準優勝: 無し
- ベスト4: 2回 (1979, 87)
- ベスト8: 1回 (1978)

### ワールド・マスターズ
- 16勝6敗 出場7回
- 優勝: 1回 (1975)
- 準優勝: 無し
- ベスト4: 無し
- ベスト8: 1回 (1984)

### 英国プロ選手権
- 6勝3敗 出場3回
- 優勝: 無し
- 準優勝: 無し
- ベスト4: 1回 (1981)
- ベスト8: 1回 (1985)

### ニュース・オブ・ザ・ワールド・ダーツ・チャンピオンシップ
- 3勝2敗 出場2回
- 優勝: 無し
- 準優勝: 1回 (1972)
- ベスト4: 無し
- ベスト8: 1回 (1982)

### MFIワールド・マッチプレー
- 0勝1敗 出場1回
- 優勝: 無し
- 準優勝: 無し
- ベスト4: 無し
- ベスト8: 無し

### 公式試合以外
1977年7月、エヴァンスはイングランドのGipsy Hill Stadium (Crystal Palace) において、プロボクサーのモハメド・アリとエキシビションマッチをした。この試合はハンディキャップが適用され、エヴァンスはトリプルのみが点数となるというものだった。アリは試合に勝つためのBullseyeに見事入れ、彼自身を世界のダーツチャンピオンだと高らかに宣言した。
ウェールズチームとしてプレイした国際試合のに続いて起こったある出来事の後、エヴァンスは1979年5月に12か月間BDOへの出場禁止となる。
エヴァンスは1999年4月11日に49歳で死去した。彼は常にコメンテイターのシド・ワデルに名を挙げられており、またダーツの試合中残り150でチェックアウトできるとき、しばしばアラン・エヴァンス・ショット（Bullseyeに3本入れることに）のことを思い起こさせる。

## 世界選手権の結果

### BDO
- 1978年: 準々決勝 (3 - 6 [leg] レイトン・リースに敗北)
- 1979年: 準決勝 (1 - 3 レイトン・リースに敗北)
- 1982年: 第2ラウンド (1 - 2 ジョッキー・ウィルソンに敗北)
- 1983年: 第1ラウンド (0 - 2 ジョン・ロウに敗北)
- 1986年: 第1ラウンド (1 - 3 エリック・ブリストウに敗北)
- 1987年: 準決勝 (0 - 5 エリック・ブリストウに敗北)
- 1988年: 第2ラウンド (2 - 3 ジョッキー・ウィルソンに敗北)